# Paradrina leucoptera
Paradrina leucoptera là một loài bướm đêm trong họ Noctuidae.